# Gjivai Zechiël
Gjivai Zechiël, né le 1er juin 2004 à Rotterdam aux Pays-Bas, est un footballeur néerlandais qui évolue au poste de milieu défensif au FC Utrecht, en prêt du Feyenoord Rotterdam.

## Biographie

### En club
Né à Rotterdam aux Pays-Bas Gjivai Zechiël, est notamment formé par le Sparta Rotterdam puis par le Feyenoord Rotterdam. Il joue son premier match en professionnel le 27 août 2023, à l'occasion d'une rencontre de championnat contre Almere City. Il entre en jeu à la place de Quilindschy Hartman et son équipe s'impose par six buts à un,.
Le 6 novembre 2024, il fait sa première apparition en Ligue des champions, à l'occasion d'un match de groupe face au Red Bull Salzbourg. Son équipe est battue par trois buts à un ce jour-là.
Le 4 février 2025, Gjivai Zechiël revient au Sparta Rotterdam, où il avait déjà évolué en équipe de jeunes de 2012 à 2018. Il arrive sous la forme d'un prêt jusqu'à la fin de la saison.
Le 13 juin suivant, il est prêté au FC Utrecht pour la saison 2025-2026.

### En sélection
Gjivai Zechiël est appelé pour la première fois en sélection avec l'équipe des Pays-Bas des moins de 19 ans, mais ne joue aucun match.
Le 9 septembre 2024, Zechiël joue son premier match avec l'équipe des Pays-Bas espoirs, contre la Géorgie. Il entre en jeu à la place de Youri Regeer et son équipe s'impose par trois buts à un.